# Huda Polica
Huda Polica je naselje v Občini Grosuplje.